# Charlotte Bigg
Charlotte Bigg est une historienne des sciences britannique.

## Formation et carrière
En 1996 elle obtient son Bachelor of Arts en histoire moderne et contemporaine à l'Université d’Oxford puis elle part à l'Université de Cambridge où elle obtient en 1998 un mastère, puis en 2002 un doctorat en histoire en philosophie des sciences. En 2002-2003 et de nouveau en 2005-2008 elle est chercheuse invitée à l'Institut Max Planck d’histoire des sciences à Berlin puis en 2004-2005 à l'ETH Zurich.
Elle rejoint le Centre national de la recherche scientifique en 2009 et travaille au Centre Alexandre-Koyré rattaché au CNRS. 

## Travaux
Ses domaines de recherche sont l'histoire sociale et culturelle des sciences physiques, astronomiques et chimiques (XIXe et XXe siècle) ; les cultures matérielles et visuelles des sciences et des techniques, notamment l'histoire de la photographie et du film scientifiques et l'histoire des collections scientifiques ; les pratiques et enjeux politiques et culturels de la mise en scène des sciences.
Elle participe à plusieurs projets européens :
- The Scientific Conference. A Social, Cultural and Political History coord. par Charlotte Bigg, avec Geert Somsen (université de Maastricht), Sven Widmalm (université d'Uppsala), et Jessica Rheinisch (Birkbeck College Londres). Projet du programme européen HERA Public Spaces : culture and integration in Europe (2019-2022).
- Matières à penser : Les mises en scène des sciences et leurs enjeux. 19e-21e siècles coord. par Andrée Bergeron (Universcience, Centre Alexandre-Koyré), Charlotte Bigg et Jochen Hennig(Humboldt Universität Berlin). Programme financé par le Centre Interdisciplinaire d’Études et de Recherches sur l’Allemagne, l’université Franco-Allemande, le programme DIM IS2-ITde la région Ile-de-France, IFRIS et le LabEx SITES et la fondation des Treilles (2012-2019).

## Prix et distinctions
Elle est lauréate du prix Paul-Bunge de la Gesellschaft Deutscher Chemiker en 2007. En 2014 elle reçoit la Médaille de bronze du CNRS.

## Publications
- (en) Charlotte Bigg et Kurt Vanhoutte, Spectacular Astronomy. Special issue of Early Popular Visual Culture, vol. 15/2, 2017, paru en français sous le titre L’astronomie spectaculaire : explorations historiques et expérimentales de l’expérience spatiale et visuelle des planétariums, XIXe – XXIe siècles.
- (en) David Aubin, Charlotte Bigg et H. Otto Sibum, The Heavens on Earth : Observatories and Astronomy in the Nineteenth Century, Duke University Press, 2010.
- (de) C. Bigg et J. Hennig, Atombilder. Ikonografie des Atoms in Wissenschaft und Öffentlichkeit des 20. Jahrhunderts, Wallstein Verlag, 2009.
- Charlotte Bigg, « Les observatoires populaires », Pour la Science, no 354,‎ avril 2007 (lire en ligne, consulté le 12 octobre 2019)
- Charlotte Bigg, « Joseph Norman Lockyer, astrophysicien, amateur, journaliste », Les Génies de la Science, no 29,‎ novembre 2006 (lire en ligne, consulté le 12 octobre 2019).
- Andrée Bergeron et Charlotte Bigg, The spatial inscription of science : numéro spécial de la revue History of Science, (à paraître).